# Wapen van Eemnes

Het wapen van Eemnes

Het wapen van Eemnes is het gemeentelijk wapen van de Utrechtse gemeente Eemnes. Het wapen was al enkele eeuwen in gebruik toen het op 11 september 1816 werd bevestigd door de Hoge Raad van Adel.

## Geschiedenis
Een eerste vermelding van een zegel, met daarop het huidige wapen, stamt mogelijk, uit 1357. Daarmee zou het wapen kunnen duiden op het verkrijgen van stadsrechten door de bisschop van Utrecht. Uit dank werd ervoor gekozen om een bisschop in het wapen op te nemen.
Een andere mogelijke verklaring is dat het gebied tot driemaal toe door de bisschop van Utrecht heroverd werd op de graven van Holland. Om Eemnes bij het Sticht te houden werd in 1352 stadsrecht verleend, waarbij ook het recht op een eigen parochie met kerk kwam. De drie hoofden zijn nu niet uit dank opgenomen in het wapen, maar verwijzen naar de drie heroveringen, soms met geweld, soms door middel van verzoening.

## Blazoen
De beschrijving van het wapen luidt sinds de toekenning als volgt:
Van keel met 3 bisschoppelijke hoofden van zilver, geplaatst 2 en 1.
Het wapen is geheel rood van kleur, met in de schildvoet een bisschoppelijk hoofd en daarboven nog eens twee. De hoofden en mijters zijn geheel van zilver. De markiezenkroon van vijf fleurons wordt in het blazoen niet vermeld.